# Panamá (província)

Bandeira

Brasão de armas

Localização da província no Panamá

Panamá é uma província do Panamá. Possui uma área de 11.951,90 km² e uma população de 1.388.357 habitantes (censo 2000), perfazendo uma densidade demográfica de 116,16 hab./km². Sua capital é a Cidade do Panamá, que é também a capital nacional do país.
A província está dividida em 11 distritos (capitais entre parênteses):
1. Arraiján (Arraiján)
2. Balboa (San Miguel)
3. Capira (Capira)
4. Chame (Chame)
5. Chepo (Chepo)
6. Chimán (Chimán)
7. La Chorrera (La Chorrera)
8. Panamá (Panamá)
9. San Carlos (San Carlos)
10. San Miguelito (Distrito especial sem capital)
11. Toboga (Taboga)